# 김종민
김종민(한국 한자: 金鍾旼, 1979년 9월 24일 ~ )은 대한민국의 가수 겸 방송인이다. 3인조 혼성그룹 코요태의 리더, 서브보컬, 메인댄서를 맡고 있다.

## 생애
김종민은 1996년 고등학교 2학년 때부터 엄정화 등의 백댄서를 맡았던 안무팀 《"프렌즈"》의 댄서로서 활동하다가 코요태를 탈퇴한 전 멤버 차승민을 대신하여 3집 앨범 제작 당시 객원 멤버 자격으로 2000년 10월 29일 합류한 후 정규 멤버가 되었다. 2000년 11월 데뷔 이후 대학수학능력시험을 한번 더 보았다. 본인이 가고 싶었던 학과는 무용학과였으나 성적이 안 돼서 못가게 되었다. 그렇게 김천대학교 음악과에 01학번(2001년)으로 입학했고 2003년 목원대학교 독어독문학과로 편입하였다. 2005년 목원대학교 언론광고홍보대학원까지 진학하였다.
2007년 11월 15일부터 2009년 12월 18일까지 공익근무요원으로 복무하였으며 소집해제 이후 활동을 재개하였다. 첫 활동은 군 입대 전 마지막 활동이었던 KBS2《해피선데이-1박 2일》 프로그램으로 복귀하였다. 2007년 8월 5일 KBS2 《해피선데이-1박 2일 시즌1》의 멤버로 합류, 2012년 3월 4일 KBS2《해피선데이-1박2일 시즌2》의 멤버로 합류, 2013년 12월 1일 KBS2 《해피선데이-1박 2일 시즌3》의 멤버로 합류, 2019년 《1박 2일》 시즌 4의 멤버로 합류했다. 따라서 시즌1부터 시즌2, 시즌3, 시즌4까지 모두 출연한 《1박 2일》의 최장수 출연자다. 2016년 KBS 연예대상에서 대상을 수상하였다.

## 학력
- 1992년 서울창도초등학교 (졸업)
- 1995년 도봉중학교 (졸업)
- 1998년 도봉정보산업고등학교 (졸업)
- 2003년 김천전문대학 음악과 전문학사 (졸업)
- 2008년 목원대학교 독어독문학과 (졸업)
- 2015년 목원대학교 언론광고홍보대학원 언론학과 (졸업)

## 경력
- 1996년 안무팀 《프렌즈》 댄서
- 2005년 11월 ~ 2006년 7월 KBS 《해피선데이 - 날아라 슛돌이 1기》 코치

## 수상 및 후보
| 날짜      | 시상식명                    | 수상 부문                       | 작품                                               | 결과   |
| 2006년    | 2006년                      | 2006년                          | 2006년                                             | 2006년 |
| --------- | --------------------------- | ------------------------------- | -------------------------------------------------- | ------ |
| 12월 23일 | KBS 연예대상                | 베스트 엔터테이너상             | 여걸식스                                           | 수상   |
| 2011년    |                             |                                 |                                                    |        |
| 12월 24일 | KBS 연예대상                | 최고 엔터테이너상               | 1박 2일                                            | 후보   |
| 12월 24일 | KBS 연예대상                | 대상 (1박 2일 팀)               | 1박 2일                                            | 수상   |
| 2013년    |                             |                                 |                                                    |        |
| 12월 30일 | SBS 연예대상                | 베스트 엔터테이너상             | 놀라운 대회 스타킹                                 | 수상   |
| 2015년    |                             |                                 |                                                    |        |
| 12월 26일 | KBS 연예대상                | 쇼·오락부문 최우수상            | 1박 2일                                            | 수상   |
| 2016년    |                             |                                 |                                                    |        |
| 12월 24일 | KBS 연예대상                | 대상                            | 1박 2일                                            | 수상   |
| 2017년    |                             |                                 |                                                    |        |
| 5월 3일   | 제53회 백상예술대상         | TV부문 남자 예능상              | 1박 2일                                            | 후보   |
| 2018년    |                             |                                 |                                                    |        |
| 12월 22일 | KBS 연예대상                | 베스트 커플상 (with 김준호)     | 1박 2일                                            | 수상   |
| 12월 22일 | KBS 연예대상                | 버라이어티부문 최우수상         | 1박 2일                                            | 후보   |
| 2019년    |                             |                                 |                                                    |        |
| 12월 29일 | MBC 방송연예대상            | 버라이어티부문 남자 최우수상    | 선을 넘는 녀석들 리턴즈                            | 후보   |
| 2020년    |                             |                                 |                                                    |        |
| 4월 27일  | 2020 브랜드 고객충성도 대상 | 엔터테이너 부문                 | 빈칸                                               | 수상   |
| 12월 24일 | KBS 연예대상                | 대상                            | 1박 2일                                            | 후보   |
| 12월 29일 | MBC 방송연예대상            | 베스트 커플상 (with 정재형)     | 놀면 뭐하니?                                       | 후보   |
| 12월 29일 | MBC 방송연예대상            | 뮤직·토크쇼부문 남자 우수상     | 놀면 뭐하니? 선을 넘는 녀석들 리턴즈 트로트의 민족 | 수상   |
| 2021년    |                             |                                 |                                                    |        |
| 12월 25일 | KBS 연예대상                | 올해의 예능인상                 | 1박 2일                                            | 수상   |
| 12월 25일 | KBS 연예대상                | 대상                            | 1박 2일                                            | 후보   |
| 12월 29일 | MBC 방송연예대상            | 인기상                          | 놀면 뭐하니?, 선을 넘는 녀석들 : 마스터-X          | 수상   |
| 12월 29일 | MBC 방송연예대상            | 버라이어티부문 남자 우수상      | 놀면 뭐하니?, 선을 넘는 녀석들 : 마스터-X          | 후보   |
| 2022년    |                             |                                 |                                                    |        |
| 12월 24일 | KBS 연예대상                | 올해의 예능인상                 | 1박 2일                                            | 수상   |
| 12월 24일 | KBS 연예대상                | 대상                            | 1박 2일                                            | 후보   |
| 2023년    |                             |                                 |                                                    |        |
| 3월 2일   | 한국방송공사                | KBS를 빛낸 50인                 | 빈칸                                               | 수상   |
| 12월 23일 | KBS 연예대상                | 올해의 예능인상 (1박 2일 팀)    | 1박 2일                                            | 수상   |
| 12월 23일 | KBS 연예대상                | 대상 (1박 2일 팀)               | 1박 2일                                            | 수상   |
| 12월 29일 | MBC 연예대상                | 버라이어티부문 인기상 (원탑 팀) | 놀면 뭐하니?                                       | 수상   |
| 12월 30일 | SBS 연예대상                | 남자 최우수상                   | 미운 우리 새끼, 편먹고 공치리                      | 수상   |
| 2024년    |                             |                                 |                                                    |        |
| 12월 21일 | KBS 연예대상                | 프로듀서 특별상                 | 1박 2일                                            | 수상   |
| 12월 21일 | KBS 연예대상                | 올해의 예능인상                 | 1박 2일                                            | 수상   |
| 12월 21일 | KBS 연예대상                | 대상                            | 1박 2일                                            | 후보   |
| 2025년    |                             |                                 |                                                    |        |
| 1월 29일  | SBS 연예대상                | 신스틸러상                      | 미운 우리 새끼                                     | 후보   |

## 같이 보기
- 코요태
- 신지
- 빽가
- 김구
- 차승민
- 《1박 2일》